# 조성혜
조성혜(趙星惠, 1960년 7월 27일 ~)는 대한민국 인천광역시의회 의원이다.

## 학력
- 성신여자사범대학교 국어교육학 학사

## 경력
- 인천여성노동자회 이사장
- 인천시민사회단체 공동대표
- 인천민주화운동센터 센터장
- 2018년 7월 1일 ~ 2022년 6월 30일: 제8대 인천광역시의회 의원

## 역대 선거 결과
|  | 55.27% |

|  | 49.78% |